# 4'33"
4'33" er et stykke minimalistisk musik lavet John Cage.
Stykket består i sin enkelhed af 3 satsers pause med en samlet varighed af 4 minutter og 33 sekunder. Musikken er så at sige det der opstår af lyde i de 4 minutter og 33 sekunder stykket opføres. Det er komponeret i 1952 og værket kan opføres af alle sammensætninger af musikinstrumenter.
Nogle år før Cage havde Victor Borge udgivet Unstarted Symphony.

## Ekstern henvisning
- John Cage: 4'33" yoytube